# Kattenburgerkruisstraat

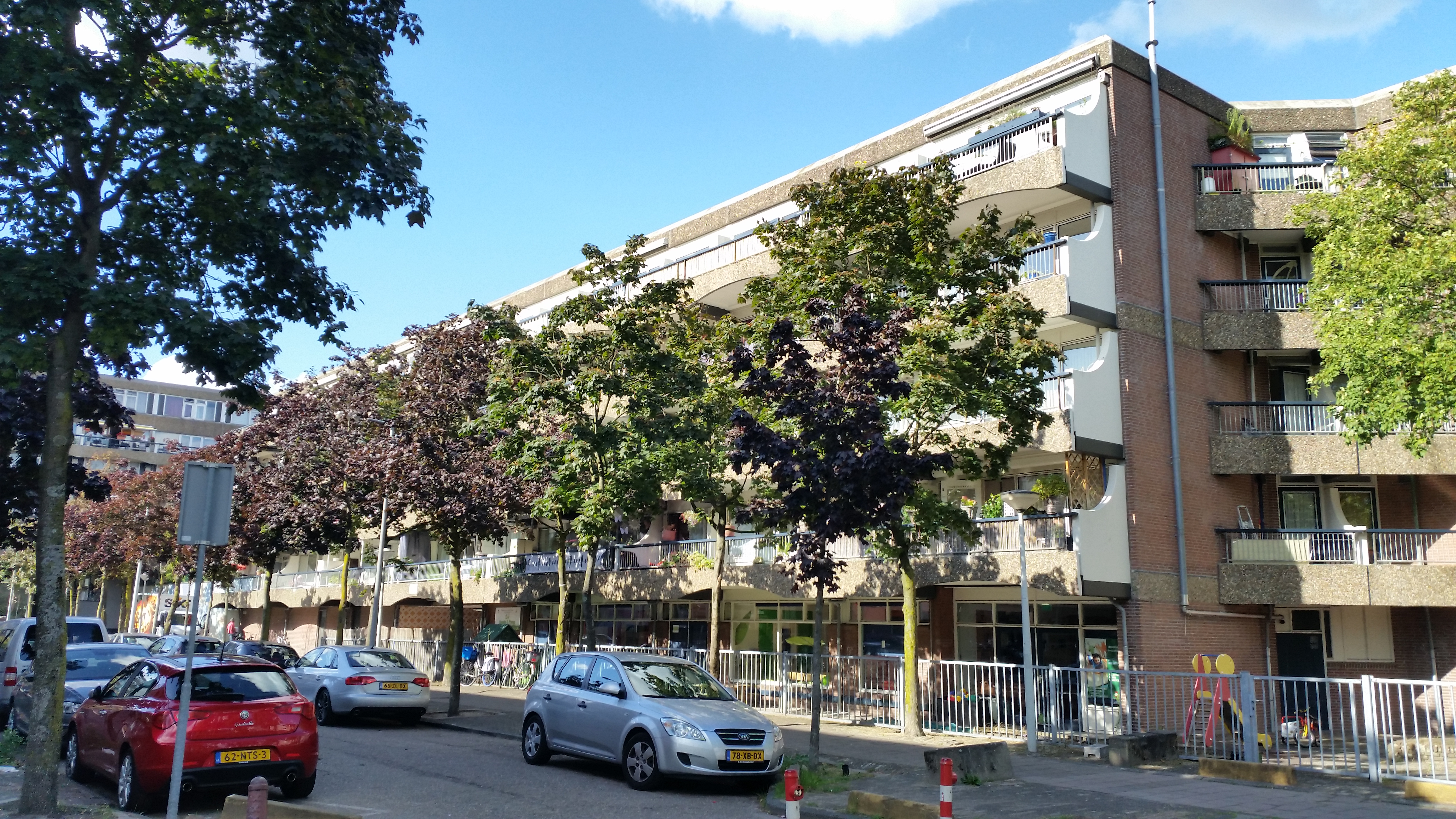
Achtergevels van Olifantswerf 14-77 aan Kattenburgerkruisstraat (september 2019)

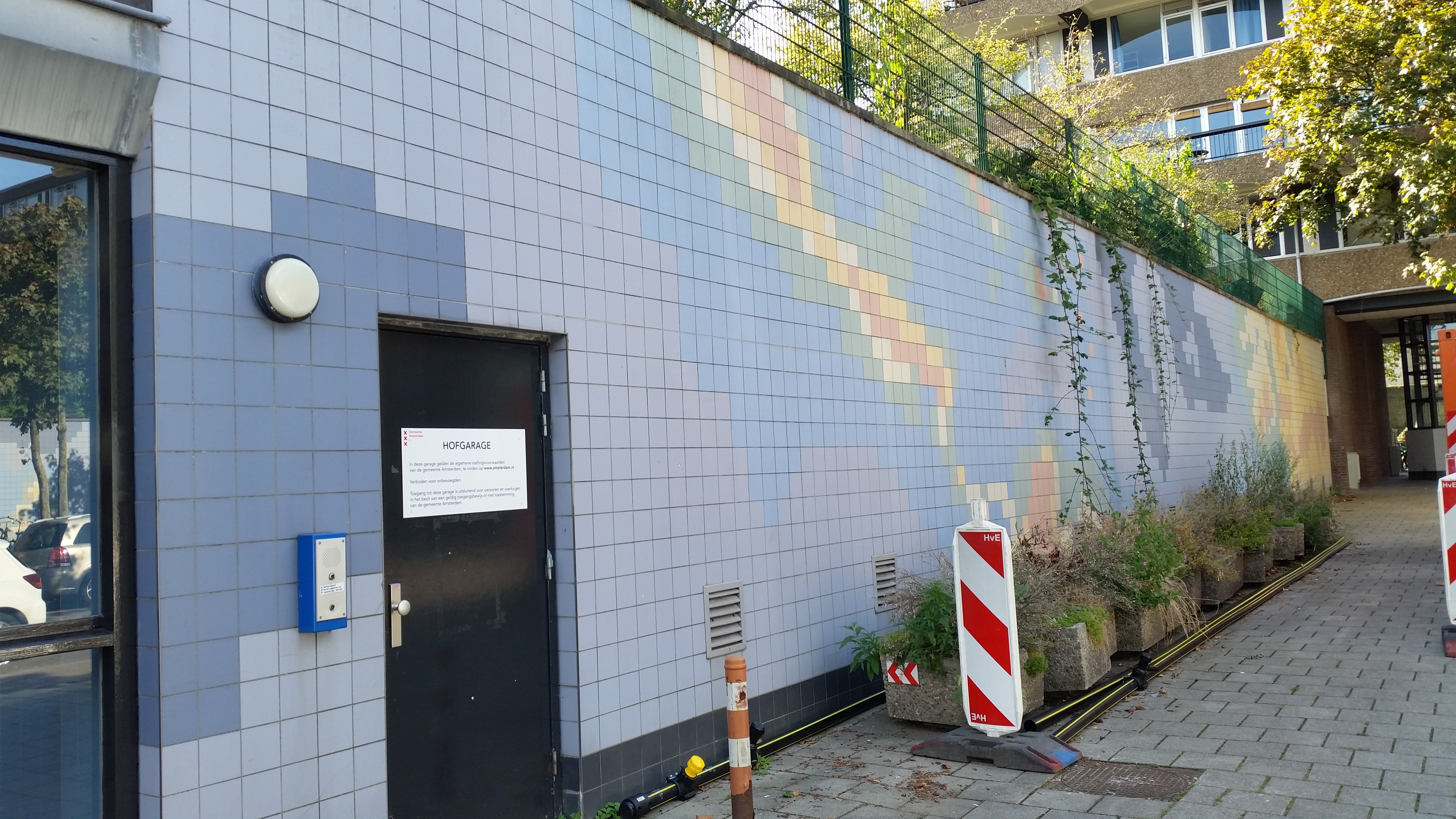
Tegelwerk (september 2019)

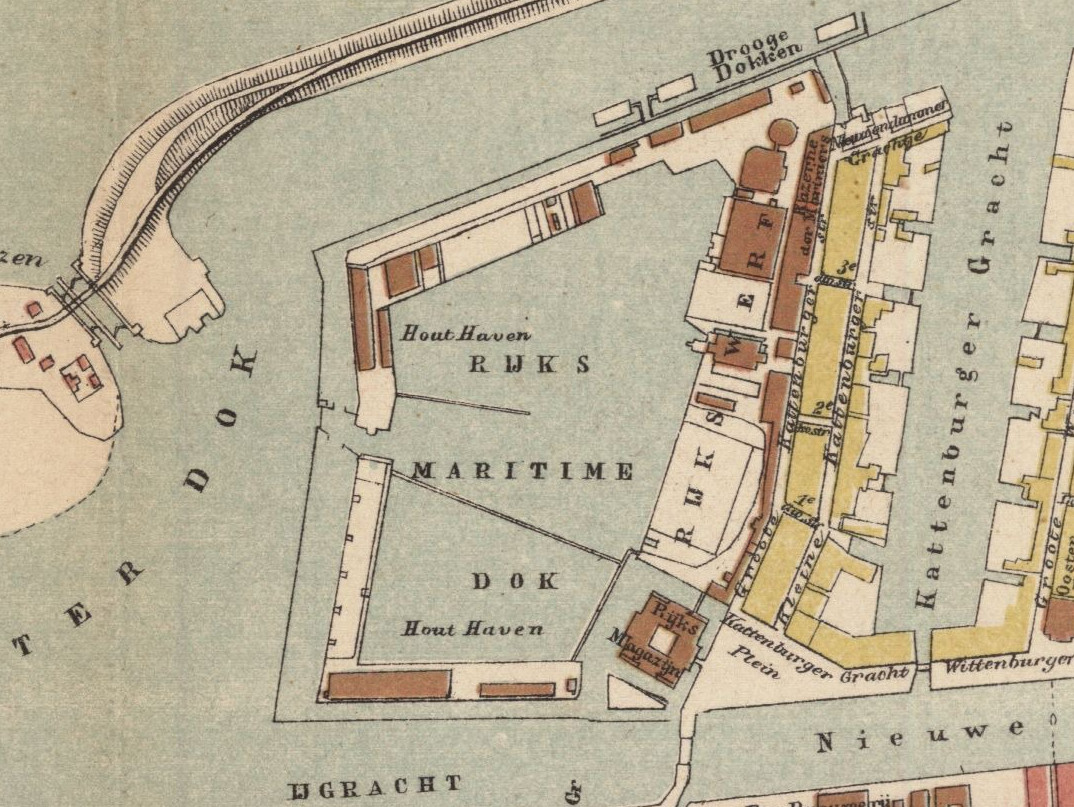
Kattenburgerkruisstraat is er nog niet in 1875

De Kattenburgerkruisstraat is een straat in Amsterdam-Centrum op Kattenburg en is daar ook naar vernoemd.

## Geschiedenis en ligging
De straat kent twee versies. Een eerste versie van de straat met deze naam kreeg op 11 december 1889 haar naam. Het was de tijd dat dit deel van het havengebied vrijgemaakt werd van scheepvaart/scheepsbouw en aanverwante bedrijven; er kwam woningbouw. De straat liep toen van de Kattenburgervoorstraat tot aan de Kattenburgervaart, de vaart tussen Wittenburg en Kattenburg. Ze lag vrijwel direct aansluitend aan het Kattenburgerplein. Een direct verbinding met Wittenburg was er niet.
In de jaren zestig van de 20e eeuw werd Kattenburg grotendeels gesaneerd en opnieuw ingericht. De straat en buurt kregen vanaf 1963 te maken met het onbewoonbaar verklaren van woningen, die dan dichtgetimmerd werden, daarna kwamen er soms krakers, maar niets werd gespaard van de slopershamer en -kogel. Bij de sanering verdwenen de drie Kattenburgerdwarsstraten en ook de Kattenburgervoorstraat; er kwam een grote zandvlakte. Op het voormalige traject van de Tweede Kattenburgerdwarsstraat verscheen bij bebouwing de nieuwe versie van de op 8 mei 1974 opnieuw benoemde en vastgestelde Kattenburgerkruisstraat.
De straat begint dan aan de onderdoorgang bij de Kattenburgerstraat. Ze loopt vervolgens naar het zuidoosten om dood te lopen aan de Kattenburgervaart. Ook dan is er geen directe verbinding met Wittenburg. 

## Gebouwen
Er zijn geen gebouwen meer over uit de tijd van de "oude" Kattenburgerkruisstraat, een monument is er dus niet te vinden (gegevens 2019). De straat werd rond 1976 aan weerszijden volgebouwd met twee betonnen laagbouwflats (begane grond bedrijfsruimten/bergingen en vier verdiepingen woningen), die behoorden tot corporatie Rochdale. Dit volgde op een lange tijd van braakliggende terreinen en misverstanden over en weer. De gebouwen, die rond 1976 werden neergezet zijn ontworpen door het Rotterdamse architectenbureau Apon, Van den Berg en Braak. Ze waren in eerste instantie bedoeld voor terugkerende bewoners van de oorspronkelijke woningen, maar die werden al snel aangevuld met  doorstromers (bewoners van elders in de stad te saneren gebieden). De straat kent slechts een oneven huisnummer: 5. Dit pand maakt deel uit van het complex Olifantswerf 14-77, dat haar achtergevel heeft aan de noordoostzijde van de Kattenburgerkruisstraat. De even huisnummers lopen van 6 tot en met 50, waarbij 6 is toebedeeld aan een elektrahuisje en 8 tot en met 50 een woonflat zoals omschreven. 

## Kunst
De straat kent drie kunstwerken in de openbare ruimte:
- de eenvoudigste bestaat uit kleurrijke tegels aan blinde gevels, die aan het begin van de straat bij de onderdoorgang naar de Kattenburgerstraat te vinden zijn; de blinde gevels zijn van parkeerboxen en/of –garages voor de bewoners van die laatste straat;
- De Vogeltjes van Kattenburg is te vinden in de onderdoorgang naar Olifantswerf
- De Triomfboog van Kattenburg is te vinden in de onderdoorgang naar Kattenburgerstraat.